# Margot Abascal

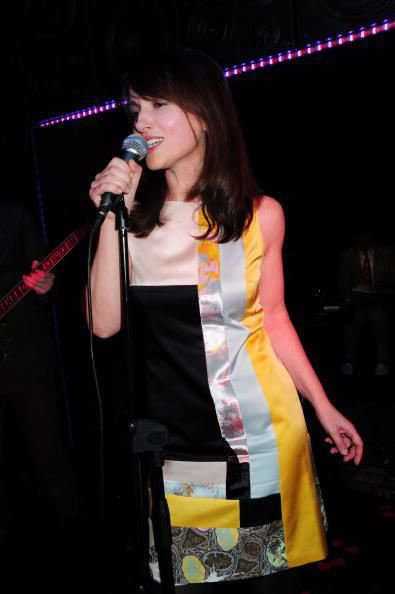
Margot Abascal

Margot Abascal (* 27. September 1973 in Nantes) ist eine französische Theater- und Filmschauspielerin.

## Leben
Margot Abascal wurde am Cours Florent und am Conservatoire national supérieur d’art dramatique in Paris zur Schauspielerin ausgebildet. Ende der 1980er Jahre begannen erste Film- und Theaterrollen. Landesweit bekannt wurde sie 1990 als „Françoise“ in Didier Kaminkas Komödie Bettkarriere. Für ihre Hauptrolle der „Sandrine“ im Drama  Le Rocher d’Acapulco wurde sie für den Prix Michel Simon nominiert.

## Filmografie (Auswahl)
- 1990: Bettkarriere (Promotion canapé)
- 1995: Les Misérables
- 1995: Le rocher d’Acapulco
- 1998: Offene Herzen (Les corps ouverts)
- 2007: Tous les hommes sont des romans
- 2008: Bonjour Sagan (Sagan)
- 2013: Florides (Kurzfilm)
- 2017: Das Mädchen, das lesen konnte (Le semeur)
- 2019: Poseur (Kurzfilm)
- 2021: Petite Maman – Als wir Kinder waren (Petite Maman)